# 巫师3：狂猎
《巫师3：狂猎》是一款由CD Projekt开发并发行的动作角色扮演游戏，改编自波兰作家安傑·薩普科夫斯基的奇幻小说《猎魔人》，为2011年《巫师2：国王刺客》的续作以及巫师系列游戏的第三部正传。玩家控制主角利维亚的杰洛特，以第三人称视角在開放世界中游玩。杰洛特是一名狩魔猎人，为寻找其失踪的养女四处游历，她遭到异界势力狂猎的追捕，后者企图使用其力量。游戏中，玩家使用武器和魔法战斗，与非玩家角色互动，完成主线及支线任务以获取经验值和金钱，用于增加杰洛特的能力和购买装备。游戏的核心故事有多种结局，由玩家在剧情某些分支点的选择决定。
游戏开发始于2011年，历时三年半，其中两年半多的时间用于录音。剧本融入现实生活，如采用道德模糊，刻意避免简单化以传达真实性，与薩普科夫斯基的小说相呼应。游戏的开放世界以欧洲大陆为基础，主要以波兰、阿姆斯特丹和斯堪的纳维亚为灵感来源。REDengine 3引擎使开发者能够在不影响游戏世界的情况下构建一个复杂的故事，游戏规模的扩大则得益于PlayStation 4和Xbox One的技术。音乐主要由马尔钦·普日贝沃维奇创作，并由勃兰登堡州立乐团在德国演出。
《巫师3：狂猎》于2015年5月19日面向Microsoft Windows、PlayStation 4和Xbox One平台发行，于2019年10月发行任天堂Switch版本，并于2022年12月14日发行PlayStation 5和Xbox Series X/S版本。兩個資料片—《石之心》和《血与酒》分別于2015年10月與2016年6月發行。2016年8月，包含游戏本体、资料片和所有可下载内容的年度版发行。游戏在玩法、叙事、世界设计、战斗和视觉效果方面受到业界好评，雖然在發售初期因技术问题而受到批评，但其中一些问题后来得到修正。本作是2015年获奖最多的游戏，获得众多游戏媒体、评论家以及颁奖典礼评出的年度最佳游戏，亦被认为是有史以来最优秀的游戏之一。游戏也获得了商业成功，至2024年本作销量超过5000万，是有史以来最畅销的电子游戏之一。

## 游戏玩法
《巫师3：狂猎》是一款第三人称動作角色扮演遊戲。玩家控制以猎杀怪物为生的狩魔猎人利维亚的杰洛特。杰洛特可以行走、奔跑、翻滚、躲闪以及（在系列中第一次可以）跳跃、攀爬和游泳。他有各式武器，包括炸弹、弩和两把剑（一钢一银）。钢剑主要用来杀人和动物，而银剑对付怪物更有效。玩家可以随意将剑拔出、切换以及插入鞘内。近战攻击有两种模式：轻攻击速度快但力道弱，重攻击速度慢但力道强。玩家可以用剑阻挡和抵抗敌人的攻击。剑和护甲的耐力值有限，需要定期维修。除物理攻击外，杰洛特还会五种法印：昆恩法印、亚登法印、亚克席法印、阿尔德法印和伊格尼法印。阿尔德法印让杰洛特释放意念冲击波，亚克席法印可以迷惑敌人，伊格尼法印可发出火焰，亚登法印用于困住敌人，昆恩法印则为玩家提供临时护盾。法印消耗耐力，不能无限连续使用。玩家可以使用诱变物加强杰洛特的魔法力量。玩家遇袭时生命值会减少，穿盔甲可以减少生命值损失。尽管依靠冥想或食品药剂等消耗品可以恢复人物生命值，在游戏的最高难度Death Match模式下，冥想不会拥有恢复作用。在游戏的某些部分，玩家还可以控制杰洛特的养女希里，因其身怀长者之血，所以她拥有短距离瞬間移動的能力。
游戏具有反应灵敏、先进的人工智能和动态环境。昼夜周期会影响一些怪物及其力量，如狼人在满月的夜晚会变得更强。玩家可以通过阅读游戏中的怪物图鉴来了解敌人并做好战斗准备。当杀死一个敌人时，玩家可以搜索尸体掠夺贵重物品。杰洛特的狩魔猎人感官能使玩家能找到自己感兴趣的东西，包括可以收集或没用的物品。物品存储在物品栏中，可以通过购买升级进行扩展 。玩家可以将物品出售给供应商或用它们制作药水和炸弹，也可以委托铁匠使用收集的物品制造新的武器和盔甲。物品的价格和制作的成本因游戏内的各地区经济差异而异。
游戏着重于叙事，在玩家回应非玩家角色时会出现对话树供选择。杰洛特必须做出改变世界状态的决定，并引发36个可能的结局，这将影响游戏中一些角色的生活。他可以通过完成某些任务与游戏中的一些女性角色保持浪漫关系。除主要任务外，书籍还提供了关于游戏世界的更多信息。玩家可以在查看小镇的布告栏后开启支线任务。这些支线任务有狩魔猎人合约（需要玩家猎杀怪物的复杂任务）和寻宝任务等，事后奖励玩家顶级武器或盔甲。玩家通过完成任务获得经验值。当玩家获得足够的经验时，杰洛特的等级会提高，玩家得到能力点数。这些点数可以在战斗、法印、炼金术和能力四个技能树上使用。战斗技能增强杰洛特的攻击力并且解锁新的战斗技巧；法印技能令他更有效地使用魔法；炼金术技能升级了制造能力；能力技能提供从提高杰洛特的生命力到增加弩击伤害等多种功能。
游戏的开放世界分为几个区域。杰洛特在探索每个地区时可以徒步或使用运输工具，如船只、他的可以随时召唤的马“萝卜”。玩家可以在骑“萝卜”时可用剑杀死敌人，但马可能会因敌人的存在受到惊吓并把杰洛特掀下来。地图上可以找到兴趣点，玩家在完成这些地区的小型任务后可获得经验值。游戏中有一些可获得额外能力点数的魔力之所供玩家发现 ，还有赛马、拳击和打牌等活动。卡牌机制后来被扩展成了独立游戏。

## 剧情

### 设定
游戏设定于一个平行维度和额外维度交织并存的幻想大陆。大陆上生存着人类、精灵、矮人、怪物和其他生物，但非人类往往因为他们的不同而受到迫害。大陆陷入了帝国战争中，恩希尔·恩瑞斯大帝统治的尼弗迦德帝国入侵了北方诸国，其中有拉多维德五世领导的瑞达尼亚王国。《巫师3：狂猎》中出现了多个地点，包括瑞达尼亚城市诺维格瑞和奥森弗特、威伦的无人区、被征服的前泰莫利亚首都维吉玛、史凯利杰群岛（多个类似维京人的氏族的家园）以及狩魔猎人大本营凯尔莫罕。
主角为狩魔猎人利维亚的杰洛特，他自童年时代起就接受战斗、追踪和魔法训练，在诱变剂的作用下变得更强壮、快速、可抵御毒素。他的伙伴有强大的女术士范格堡的叶奈法（也是他的爱人），旧爱及女术士特莉丝·梅莉葛德，吟游诗人丹德里恩，矮人战士卓尔坦·齐瓦以及杰洛特的老师维瑟米尔等。杰洛特因他和叶奈法的养女希里的再现而踏上旅程。希里是一名天生具有潜在巨大魔法能力（上古之血）的人。在父母去世之后，她被杰洛特训练成狩魔猎人，叶奈法同时教她魔法。她不知道恩希尔皇帝是她的亲生父亲，后者在受到诅咒时用假名称呼她。希里为逃脱狂猎追捕失踪了多年，狂猎是一群精灵战士，由从平行维度而来的狂猎之王——精灵艾瑞汀领导。

### 故事
杰洛特与他失散已久的爱人叶奈法在白果园镇相遇。叶奈法告诉他恩希尔皇帝召唤她前往维吉玛市。恩希尔为杰洛特下达了寻找希里的任务，因为希里最近在几个地方被目击到。希里有着上古之血的血统，也是这古老精灵血统的最后一位继承人，她拥有操纵空间和时间的能力。杰洛特打听到希里在威伦，血腥男爵的堡垒乌鸦窝。然而，男爵拒绝提供任何帮助。幸运的是，杰洛特的熟人、女术士凯拉·梅兹告诉他，精灵法师阿瓦拉克正在寻找希里。凯拉指引杰洛特前往驼背泥沼，那里居住着三位老巫妪，这些恶毒而古老的生物靠近维伦。杰洛特找到了三个老巫妪，并向她们求助。老巫妪透露她们曾经抓住过希里，但她后来成功逃脱。同时，她们也奴役了男爵失踪的妻子安娜。得到这些线索后，杰洛特决定回到血腥男爵的堡垒。男爵告诉他，希里去了诺维格瑞。
杰洛特到达诺维格瑞后，面对着永恒之火教会这个激进宗教组织的威胁。他与特莉丝·梅莉葛德再次相遇，了解到希里与他的好友丹德里恩取得联系。在诺维格瑞的黑社会帮助下，杰洛特成功救出了丹德里恩，并得知希里被传送到史凯利杰群岛。杰洛特面临一个选择，是帮助特莉丝集结散落的法师并一同逃离诺维格瑞，还是立即前往史凯利杰寻找希里。考虑到希里的安全和重要性，他决定与特莉丝一同协助法师们逃脱，确保他们的生命不再受到永恒之火教会的威胁。经过一番艰辛的努力，杰洛特和特莉丝成功将法师们安全撤离诺维格瑞，他们一起驶向史凯利杰。在那里，杰洛特与失散已久的爱人叶奈法再度相聚，共同调查与希里有关的魔法爆炸事件。
他们把乌马带到了废弃的狩魔猎人学校凯尔莫罕，叶奈法去除了它身上的诅咒，把它变回了阿瓦拉克。他透露道为把希里从罗弗敦袭击中解救出来，将其传送到了迷雾岛。杰洛特前往该岛，发现希里处于一种类似死亡的状态，阿瓦拉克使用魔法把她唤醒。希里说狂猎之王艾瑞汀的世界正在被白霜摧毁，他希望用她力量征服大陆。希里和杰洛特传送到了被狂猎追踪的凯尔莫罕。在与叶奈法、特莉丝和狩魔猎人老师维瑟米尔短暂团聚之后，狂猎发动攻击。维瑟米尔为保护希里被杀害，痛苦使希里的上古止血力量爆发，艾瑞汀和狂猎被迫撤退,紧接着清醒后的阿瓦拉克解除了暴走的希里的力量,最后众人为维瑟米尔举行了葬礼。
希里和杰洛特前往诺维格瑞，帮助特莉丝和叶奈法说服女术士集会所帮助他们战斗。她们了解太阳石的有关信息，它是可以一个引诱艾瑞汀的精灵遗物。在史凯利杰的乌德维克岛上，阿瓦拉克使用太阳石引出狂猎和他们的舰队。杰洛特、希里和他们的盟友以及尼弗迦德舰队与狂猎作战，杰洛特在战斗中击败了艾瑞汀。当白霜于史凯利杰降临时，希里坚持道，她必须在白霜杀死每个世界的生命之前用上古之血与之对抗。她进入一个传送门，击败了白霜并结束了威胁。游戏的结局因先前的选择而异。如果希里存活，那么杰洛特可以和叶奈法或特莉丝一起退隐，或者仍然孤身一人。如果杰洛特帮助尼弗迦德赢得战争，并把希里带回皇帝身边，那么她将成为女皇。如果希里不与皇帝见面，杰洛特会伪造她的死亡，让她成为狩魔猎人。如果希里在与白霜对抗时失蹤，杰洛特会找回希里被盗的猫学派徽章作为信物，最后他被怪物包围，前途未卜。

## 开发
尽管游戏计划于2008年启动开发，但当时CD Projekt RED专注于《白狼崛起》，将计划延后至2011年。公司用了三年半时间开发《巫师3：狂猎》，自筹资金8100万美元。项目初始有150名员工，最终增加到250多名内部员工。全球有1500人参与了游戏制作。虽然游戏改编自薩普科夫斯基的小说，但他只参与了游戏地图的创建。游戏被本地化为15种语言，共有500名配音演员参与配音，剧本同时用波兰语和英语写作以减轻本地化困难。根据Side公司（处理配音和录音的公司）的说法，45万字的剧本有950个发言的角色。 声音录制时期从2012年底到2015年初。CD Projekt RED希望《巫师3：狂猎》不使用数字版权管理（DRM），因为公司对前作《巫师2：国王刺客》的盗版控制不够成功，而且2代的DRM减慢了游戏运行速度。
每个角色都有独特的个性，这在游戏使用的赏金任务系统中有所体现。工作室很早就决定让人物台词充满诙谐和隐喻。除偶尔的例外，对话被限制在15句以内，以保留内容原创性。玩家的选择是一种道德模糊，反映了现实生活和安傑·薩普科夫斯基的原作《猎魔人》的描绘。为体现真实性，酗酒、虐待和性行为等中世纪的真实现象写入了故事中。游戏的开放世界以波兰、阿姆斯特丹和斯堪的纳维亚为蓝本。游戏中的物体为手工建模。一些故事线被删除，如叶奈法将杰洛特囚禁在小岛上，杰洛特偷潜入狂猎等，以避免将游戏分成两部分。昆特牌卡片遊戲被正式采纳前还有其他迷你游戏的提议，如酒令、飞刀投掷和滑冰。
《巫师3：狂猎》使用的引擎是REDengine 3，这是CD Projekt RED专为设定于開放世界环境的非线性角色扮演视频游戏设计，游戏的创建还得益于PlayStation 4和Xbox One主机，准备在2014年10月使用。开发人员首次通关后发现尽管开放世界有一定的内容和任务，但仍显空旷，于是他们添加了兴趣点。2014年12月，游戏总共有5000个错误，这就使得2015年2月的发行日期必须推迟。
像巫师系列前两部作品一样，游戏介绍了一个复杂的故事，有多种选择和后果。与其他游戏引擎不同，REDengine 3在允许复杂的故事情节的同时不会牺牲虚拟世界的设计。基于图块的解决方案使用户界面更加直观。摄像系统经过改进，可以在玩家与多个敌人战斗时用长镜头呈现，在肢体接触时用特写镜头表现。相比2代，游戏使用了更多的战斗动作动画，每个动作持续时间少于1秒，以便与下个动作快速接续。游戏总监康拉德·托马什凯维奇和高级游戏设计师达米恩·莫尼尔（Damien Monnier）称《黑暗靈魂》和《惡魔靈魂》影响了本作的战斗系统，关卡设计师米尔斯·托斯特（Miles Tost）和高级环境美术设计乔纳斯·马特森（Jonas Mattsson）表示游戏的关卡设计和环境受薩爾達傳說系列和《荒野大镖客：救赎》的启发。在正式发行前几个月，游戏的经济、制作和库存系统还不完整，无法在最终期限前完成。高级游戏设计师马修·施泰因克（Matthew Steinke）想到一个补救办法，他绘制了一个系统关系图。为了分配物品价格，施泰因克根据伤害率、防御率或治疗率编写了一个公式。他用多项式最小二乘法测定其效率后发现它可以消除系统中的错误并减少加载时间。
工作室重演了格伦瓦德之战以记录战斗、行军、锻造和射箭的声音。后期处理时，配音演员佩戴头盔以得到贴近真实的骑士声音。马尔钦·普日贝沃维奇是游戏的音乐总监和作曲家，波兰民间乐队珀西瓦里（Percival）贡献了部分音乐，选择此乐队是因为他们使用老乐器。普日贝沃维奇称与珀西瓦里的合作是一个挑战。他期望使用专业方式创作，但后来得知大部分乐队成员都没有经过正式训练，大部分音乐都是即兴创作。民间乐队Żywiołak的多乐器演奏家罗伯特·贾沃斯基（Robert Jaworski）录制了魯特琴、文艺复兴小提琴（Fiddle）、弓形古斯莱和手搖琴部分。音乐由在勃兰登堡州立乐团在法兰克福演出，由德国音乐指挥家貝恩德·魯夫（Bernd Ruf）指挥。

## 发行
2013年2月4日，Game Informer公布了《巫师3：狂猎》，游戏将于2014年发行于PC和“所有高階平台”，后者明确为PlayStation 4和Xbox One。游戏的发行日期后来从2014年第三季推迟到2015年2月。然而游戏未在计划的2015年2月24日发行，CD Projekt RED在4月份确认游戏已到生产商发放期 。《巫师3：狂猎》于2015年5月19日全球发行。華納兄弟互動娛樂为北美零售商，万代南梦宫娱乐为西欧、澳大利亚和新西兰零售商。除标准版外，玩家亦可购买收藏版，其中包括游戏本体、艺术手册、杰洛特与狮鹫兽战斗的雕像和狩魔猎人徽章等物品。波兰总理埃娃·科帕奇和总统布羅尼斯瓦夫·科莫羅夫斯基拜访了CD Projekt RED工作室庆祝游戏推出。游戏发售时自带繁体中文游戏内容，CD Projekt RED在2018年11月7日宣布当天为游戏免费提供简体中文游戏内容的更新，包含了接近200万字简中内容。在2019年E3电子娱乐展上，任天堂正式宣布遊戲將登陸任天堂Switch，標題定為《巫师3：狂猎完全版》（The Witcher 3: Wild Hunt – Complete Edition）。Switch版由Saber Interactive協力開發，於2019年10月15日發布。考量到Switch的效能，Switch版的畫質有所調低，除此之外都與原版無異。
CD Projekt RED联合创始人马尔钦·伊温斯基（Marcin Iwiński）列出了他认为营销不可或缺的三大支柱：游戏品質、“以玩家为中心的价值主张”以及与粉丝的沟通。关于第三点，公司详细解释了从早期宣传片段到游戏成品的画面缩水，伊温斯基认为这是有效的。工作室重新设计了游戏标志，使《巫师3：狂猎》看起来不那么明显是续作。数字三在不熟悉本系列的玩家看来是一个爪形标志或面具，而粉丝们则明白它是“狂猎”的标志。

### 可下载内容
开发人员研究了巫师论坛和Reddit等网站，预测玩家通常希望从可下载内容（DLC）中获得的内容，将其改造以满足他们的标准。开发商发布了十六个免费DLC，包括人物外形、额外的游戏内容和二周目模式。2015年4月7日，CD Projekt RED公布了两款资料片：《石之心》和《血与酒》。前者于2015年10月13日发行，后者于2016年5月31日发行。《石之心》讲述了杰洛特与神秘的“镜子大师”和不死之人欧吉尔德·伊佛瑞克之间的故事。资料片广受好评，IGN和GameSpot打出9/10分。第二部资料片《血与酒》中，杰洛特前往陶森特（一个未经战争洗礼的尼弗迦德公国）追查一只恐吓该地区的高等吸血鬼。资料片同样广受赞誉，并在2016年游戏大奖中获最佳RPG。2016年8月30日，包含游戏本体、两个资料片和所有DLC的年度版发行。

### 次世代版
2020年9月，CD Projekt宣布计划在PlayStation 5、Windows和Xbox Series X/S平台发行游戏的“次世代版”，其将作为免费升级版提供给已拥有PlayStation 4、Windows和Xbox One版本的玩家，亦可单独购买。次世代版预计包括减少加载时间、光线追踪等特点，并包括此前所有发布的可下载内容。
2021年，游戏媒体Kotaku报道称，次世代版将包括由粉丝制作的模组内容，开发商正在与模组作者“HalkHogan”谈判，将其制作的改善游戏纹理的模组《巫师3高清重制项目》（The Witcher 3 HD Reworked Project）纳入此版本中。此说法已得到CD Projekt Red的证实，引发了关于这家在2020年赚取了3亿美元的公司为何要寻求社区协助的讨论。
次世代版最初由Saber Interactive开发，他们是负责游戏的任天堂Switch移植版的开发商。Saber Interactive确认次世代版将包含基于改编电视剧的可下载内容，公司的首席任务设计师表示，玩家“可能会穿上Netflix电视剧中杰洛特的盔甲”。这一内容后来也被宣布提供给游戏的任天堂Switch、PlayStation 4和Xbox One版本。次世代版原定于2021年下半年发布，但后来被推迟到2022年第二季度。2022年4月13日，CD Projekt宣布其内部开发团队将接管次世代版的剩余工作，发行日期将进一步推迟。5月，CD Projekt宣布次世代版将于2022年第四季度推出。11月，发布日期确定为2022年12月14日，并确认次世代版将追加中文配音，中文语音随后也将在PlayStation 4、Xbox One与Switch版本中更新。

## 评价
《巫师3：狂猎》被认为是有史以来最好的角色扮演游戏之一。根据评论聚合网站Metacritic的统计，《巫师3：狂猎》的PC、PlayStation 4、PlayStation 5、Xbox One和Xbox Series X/S版本获得了“普遍赞誉”，Switch版本获得了“大致正面评论”。评论者认为，这是一个雄心勃勃、规模宏大的动作角色扮演游戏，但由于技术困难和缺乏创新而受到挫折。GameSpot和Eurogamer给予游戏他们的最高评分。
游戏世界受到了广泛赞誉。Game Informer的金佰利·华莱士（Kimberly Wallace）称自己“身临其境”，并对游戏对细节的关注留下了深刻的印象。Destructoid的克里斯·卡特（Chris Carter）赞扬了游戏规模，称如此规模需要玩家花費大量時間去探索。Game Revolution的乔纳森·莱克（Jonathon Leack）表扬了游戏对庞大世界的有效利用。莱克写道，每个地区都有供玩家尝试的任务和活动，尽管他认为很多只是为了延长游戏时长。GamesRadar的汤姆·西尼尔（Tom Senior）称赞了开放世界的多样性，称其“实现了令人兴奋的浪人幻想”。GameTrailers的丹尼尔·布拉德沃思（Daniel Bloodworth）称赞游戏鼓励探索，许多任务只有在玩家在世界不同的地方遇到同一个非玩家角色之后才能开启。IGN的文斯·因基尼托（Vince Ingenito）和PC Gamer的肖恩·普雷斯科特（Shaun Prescott）对游戏的风景和昼夜周期印象深刻，因基尼托说这突出了游戏世界的真实性。
游戏叙事也受到了好评。卡特称游戏的角色独特而有趣。他认为叙事更多地涉及玩家，他们目睹重大事件并作出相应的选择。华莱士赞扬了游戏的对话及支线任务，每个任务都像一个短小的故事，玩家在任务中的决定会影响世界的状态。她喜欢游戏的主线任务，这为杰洛特增添了更多的个性，并表示浪漫关系的选择是对前作的重大改进。不过她对游戏结局的品質感到失望。GameSpot的凯文·范·奥德（Kevin Van Ord）也表示《巫师3：狂猎》的故事比前作赋予了杰洛特更多的个性。他对这个变化表示欢迎，因为它带给玩家和游戏中人物的情感联系。西尼尔喜欢游戏的支线任务，称他们为“黑暗幻想短篇小说集”，更勝主线。因基尼托对主线故事感到失望，称游戏有过多的填充物和太多沉闷的任务。普雷斯科特表示赞同，写到如果内容没有吸引力，叙事会让人有死记硬背的感觉。VideoGamer.com的范·奥德、华莱士和布雷特·菲普斯（Brett Phipps）表扬了游戏配音，华莱士称其为系列最佳。Polygon的阿瑟·吉斯（Arthur Gies）批评道一些女性角色过于性化，并且在主游戏中没有出现有色人种。
游戏的战斗系统普遍受到正面评价。布拉德沃思发现杰洛特移动性强，更具灵活性，拥有新的攀岩和游泳技术。卡特称战斗系统明显简化，而且删除了前作的战略要素，但动作仍值得称赞。华莱士写到简化的炼金系统、不错的用户界面和不同的难度设置使战斗更方便，但她不喜欢破坏性的武器分解系统和粗糙的射弩机制。莱克认为战斗系统不够复杂，没有打磨，批评其不可靠的锁定系统、镜头问题和过长的战斗动画。西尼尔指出一些游戏机制不一致，如翻滚和闪避，觉得系统不够公平。因基尼托赞扬了战斗系统，称是对前作的重大改进。
专业媒体对其他游戏玩法的看法不一，范·奥德赞扬了游戏的定制和升级系统，这为玩家提供了一种进步的感觉，随着故事的展开而强化。因基尼托称升级系统深入而灵活，玩家在定制杰洛特的技能时有相当大的自由度。莱克不喜欢升级系统，称其“平淡无奇”。卡特认为狩魔猎人感官的重复性高，对此感到失望，但西尼尔觉得他们优于角色扮演游戏的标准——物体标记。普雷斯科特不喜欢游戏笨拙单调的用户界面。西尼尔认为昆特牌游戏是一个令人上瘾的迷你游戏。
游戏因其技术问题而受到批评。卡特指出攀爬动画很僵硬，一些游戏缺陷会阻碍玩家的进程。华莱士说游戏的加载时间太长了。莱克表示，游戏的画面有缩水，实际游戏画面看起来还不如2013年的展示。西尼尔、菲普斯和因基尼托指出游戏的帧率问题。因基尼托认为这不会影响游戏玩法，但菲普斯称这是一个长期存在的问题，掩盖了许多游戏取得的成就。

### 销量
在发行前，就有150多万人预购了游戏。《巫师3：狂猎》发行第一周就登上了英国软件销售榜，比前作《巫师2：国王刺客》的銷量高出600％，是當年英國發行量最大的遊戲，打破《战地：硬仗》先前的记录。游戏同样也登上了日本电子游戏销售榜，第一周销售67,385份。游戏发行的头两周销售了四百万份。
截至2015年6月，超过69万玩家通过GOG Galaxy啟用了游戏。游戏发行后六个月的销量超过六百万，2015年上半年工作室获利6330万美元。2016年3月，CD Projekt RED报告称游戏的全球出货量接近一千万。到2017年底，整个系列的销量已经超过3300万。2019年6月，这个数字已经上升至4000多万，其中《巫师3：狂猎》占一半以上。
2019年12月，Netflix的电视剧《猎魔人》第一季发布后，《巫师3：狂猎》当月的销量比2018年12月增长了554%。截至2019年12月，《巫师3：狂猎》的全球销量已经超过2800万，至2021年3月突破3000萬，2022年4月突破4000萬。

### 奖项

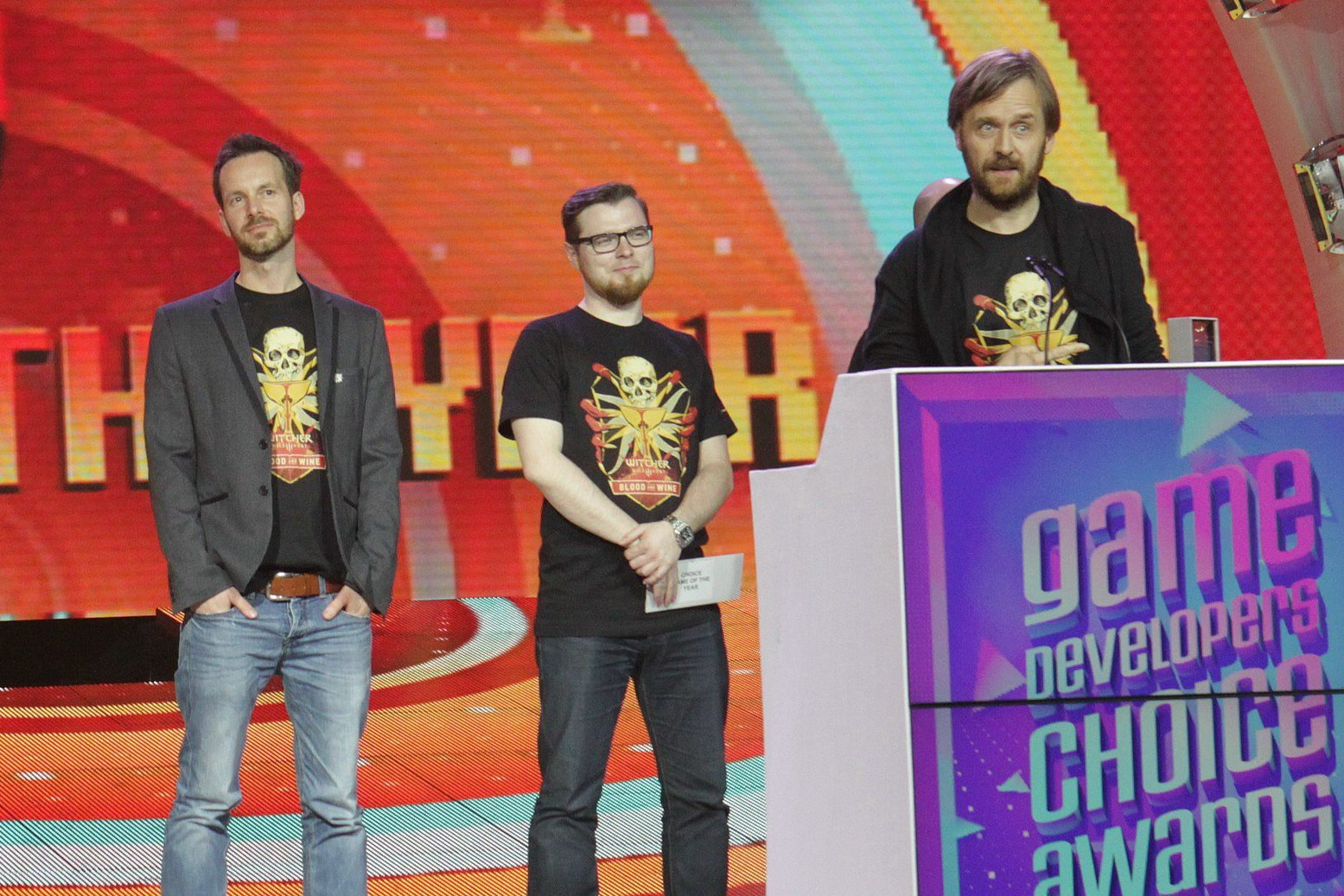
在2016游戏开发者选择奖颁奖典礼上，CD Projekt联合创始人马尔钦·伊温斯基接受年度游戏奖。

《巫师3：狂猎》在2013和2014年E3上获预发行奖，并在这两年被评为IGN最佳E3奖中的最佳角色扮演游戏。游戏荣获2013和2014年IGN的E3人民选择奖，2014年GameSpot的E3人民选择奖，第31和第32届金摇杆奖最受欢迎奖，以及在拉斯维加斯举办的2014年游戏大奖最受期待游戏。发行后，游戏获得了250多个“年度游戏”的荣誉，是当时获奖最多的游戏。截至2016年8月，CD Projekt表示《巫师3》自发行以来已获得了800多个奖项。
游戏荣获多个颁奖活动的奖项，包括金摇杆奖、游戏大奖、D.I.C.E.奖、游戏开发者选择奖、西南偏南游戏奖和NAVGTR奖。《巫师3》被IGN、GameSpot、Game Informer和其他多个游戏媒体评为年度游戏，并获得金摇杆奖的最佳叙事、最佳视觉设计和最佳游戏时刻类别以及游戏大奖的最佳角色扮演游戏，CD Projekt RED亦获得年度工作室称号。游戏还获得D.I.C.E.奖的游戏设计杰出成就、技术杰出成就、故事杰出成就荣誉，并在第16届年度游戏开发者选择奖中获得年度游戏和最佳技术奖。
| 日期 | 奖项                       | 类别                        | 结果 | 来源    |
| ---- | -------------------------- | --------------------------- | ---- | ------- |
| 2013 | 第31届金摇杆奖             | 最热门                      | 獲獎 | [ 155 ] |
| 2014 | 第32届金摇杆奖             | 最热门                      | 獲獎 | [ 156 ] |
| 2014 | 2014年遊戲大獎             | 最受期待游戏                | 獲獎 | [ 157 ] |
| 2015 | 第32届金摇杆奖             | 年度游戏                    | 獲獎 | [ 158 ] |
| 2015 | 第32届金摇杆奖             | 最佳游戏时刻                | 獲獎 | [ 158 ] |
| 2015 | 第32届金摇杆奖             | 最佳故事                    | 獲獎 | [ 158 ] |
| 2015 | 第32届金摇杆奖             | 最佳视觉设计                | 獲獎 | [ 158 ] |
| 2015 | 2015年游戏大奖             | 年度游戏                    | 獲獎 | [ 159 ] |
| 2015 | 2015年游戏大奖             | 最佳RPG                     | 獲獎 | [ 159 ] |
| 2015 | 2015年游戏大奖             | 最佳叙事                    | 提名 | [ 160 ] |
| 2015 | 2015年游戏大奖             | 最佳配乐/原声               | 提名 | [ 160 ] |
| 2015 | 2015年游戏大奖             | 最佳表演                    | 提名 | [ 160 ] |
| 2015 | 2015年游戏大奖             | 最佳艺术指导                | 提名 | [ 160 ] |
| 2016 | 第68届美国编剧工会奖       | 电子游戏编剧杰出成就        | 提名 | [ 161 ] |
| 2016 | 第19届年度D.I.C.E.奖       | 年度游戏                    | 提名 | [ 162 ] |
| 2016 | 第19届年度D.I.C.E.奖       | 年度角色扮演/大型多人游戏奖 | 提名 | [ 162 ] |
| 2016 | 第19届年度D.I.C.E.奖       | 游戏指导杰出成就            | 提名 | [ 162 ] |
| 2016 | 第19届年度D.I.C.E.奖       | 角色杰出成就                | 提名 | [ 162 ] |
| 2016 | 第19届年度D.I.C.E.奖       | 原创作曲杰出成就            | 提名 | [ 162 ] |
| 2016 | 第19届年度D.I.C.E.奖       | 故事杰出成就                | 獲獎 | [ 162 ] |
| 2016 | 第19届年度D.I.C.E.奖       | 技术杰出成就                | 獲獎 | [ 162 ] |
| 2016 | 第19届年度D.I.C.E.奖       | 游戏设计杰出成就            | 獲獎 | [ 162 ] |
| 2016 | 第16届年度游戏开发者选择奖 | 年度游戏                    | 獲獎 | [ 163 ] |
| 2016 | 第16届年度游戏开发者选择奖 | 最佳技术                    | 獲獎 | [ 163 ] |
| 2016 | 2016年西南偏南游戏奖       | 年度游戏                    | 獲獎 | [ 164 ] |
| 2016 | 2016年西南偏南游戏奖       | 优秀玩法                    | 提名 | [ 164 ] |
| 2016 | 2016年西南偏南游戏奖       | 优秀美术                    | 提名 | [ 164 ] |
| 2016 | 2016年西南偏南游戏奖       | 优秀技术成就                | 獲獎 | [ 164 ] |
| 2016 | 2016年西南偏南游戏奖       | 优秀视觉成就                | 獲獎 | [ 164 ] |
| 2016 | 2016年西南偏南游戏奖       | 优秀叙事                    | 獲獎 | [ 164 ] |
| 2016 | 2016年西南偏南游戏奖       | 优秀乐谱                    | 提名 | [ 164 ] |
| 2016 | 2016年西南偏南游戏奖       | 最不朽角色                  | 提名 | [ 164 ] |
| 2016 | 第12届英国学院游戏奖       | 艺术成就                    | 提名 | [ 165 ] |
| 2016 | 第12届英国学院游戏奖       | 音频成就                    | 提名 | [ 165 ] |
| 2016 | 第12届英国学院游戏奖       | 最佳游戏                    | 提名 | [ 165 ] |
| 2016 | 第12届英国学院游戏奖       | 游戏设计                    | 提名 | [ 165 ] |
| 2016 | 第12届英国学院游戏奖       | 演员                        | 提名 | [ 165 ] |
| 2016 | 第12届英国学院游戏奖       | 持续性游戏                  | 提名 | [ 165 ] |
| 2016 | 第12届英国学院游戏奖       | 故事                        | 提名 | [ 165 ] |